# Oxygonum ellipticum
Oxygonum ellipticum är en slideväxtart som beskrevs av R. A. Grah.. Oxygonum ellipticum ingår i släktet Oxygonum och familjen slideväxter. Inga underarter finns listade i Catalogue of Life.